# Platyura bicolor
Platyura bicolor är en tvåvingeart som först beskrevs av Macquart 1826.  Platyura bicolor ingår i släktet Platyura och familjen platthornsmyggor.
Artens utbredningsområde är Frankrike. Inga underarter finns listade i Catalogue of Life.